# 天神流通戦争
天神流通戦争（てんじんりゅうつうせんそう）は、福岡県福岡市中央区天神地区における各種商業施設の激しい競争状況を、特に大型店の出店や撤退の動きに注目して言い表す表現。この表現は、おおむね1970年代以降の現象を指す。福岡市圏では単に流通戦争、小売り戦争として言及されることもある。
また、福岡市博多地区へのJR博多シティの進出に伴い、天神中心の状況に変化がおとずれたため、福岡流通戦争のように表現するマスメディアもある。

## 前史
いわゆる天神流通戦争以前から、西鉄のターミナル西鉄福岡（天神）駅（1924年、「福岡駅」として開業）を中心として商業施設の集積があった。百貨店では、いち早く1932年に、松屋百貨店が、後のマツヤレディスの場所に開店した。続いて、岩田屋が1936年に本館を開店させ、戦後になると高度経済成長期の1950年代から1960年代にかけて、増築を重ねて規模を拡大した。

## 第1次天神流通戦争（1971年～1976年）
1971年6月15日、天神4丁目に、売り場面積が2万平方メートル近い、大規模スーパーマーケットとしてダイエーショッパーズ福岡店（名称は時期により変化している）が開業した。
1975年、博多大丸が西日本新聞会館に大丸福岡天神店を開店し、翌1976年には、天神地下街が整備され、ファッションビルの天神コア、天神第１名店ビルのニチイ天神店（天神ビブレの前身）が開業し、さらに岩田屋新館が開店した。この1975年から1976年の動きが、後に「第1次天神流通戦争」と呼ばれるようになった。

## 第2次天神流通戦争（1989年）
きっかけとなったのは、1980年代から1990年代にかけて進んだ西鉄福岡駅の再開発計画であった。
1989年、ベスト電器が「九州の秋葉原」を目指すとして取り組んだ、売り場面積およそ5千平方メートルの大型電器店ユーテクプラザ天神 を国道202号(国体道路)を超えた天神地区の南側に開店し（後の天神ロフトビル）、ファッションビルのソラリアプラザ、イムズが開業した。短期間のうちに大型店の開業が集中したこの時期の状況は、「第2次天神流通戦争」と呼ばれた。
新設された施設が天神地区の南側に偏っていたことから、客足の変化が生じるものとも予想されたが、北側のダイエーショッパーズ福岡店が、1989年には売上の前年比6％増を見込むなど、天神全体として商圏拡大の恩恵を受けることとなった。やはり北側に位置する岩田屋も「売れ行きは順調」と報じられ、2次にわたる天神流通戦争を通して、岩田屋は地域一番店としての地位を確保していた。
この時期には天神の商圏の拡大を象徴する現象として、週末に特急かもめを利用して天神での買い物に来福する長崎県などの女性たちを指す「かもめ族」 や、同様に熊本県などからの来訪者を指す「つばめ族」、さらには「有明族」、「フェニックス族」などの表現が生まれた。

## 第3次天神流通戦争（1996年～1999年）
第2次天神流通戦争後、バブル経済の崩壊を受けて、各方面からの大型店出店の動きはしばらく沈静化していたが、福岡三越の進出計画を契機に、再び新規の出店が集中することとなった。
1996年、一足早く岩田屋が若者向けの店舗Zサイド（ジーサイド）を開店、翌1997年には博多大丸が福岡・天神店東館エルガーラを開店し、福岡三越がソラリアターミナルビルに核店舗として出店して、再び百貨店間の競争が激化したことを「第3次天神流通戦争」と呼ぶが、実際には計画段階から、商戦の激化を予想して、この表現が用いられていた。1996年には、天神ビブレも隣接していたビルを取り込んで増床した。
一連の開店によって、百貨店の売り場面積がおよそ2.7倍になったとも、店舗の延べ床面積がおよそ5万平方メートル増加したとも報じられ、人の流れが、天神の南側に移った。
この時期には、高速道路網（九州縦貫自動車道、九州横断自動車道など）の整備など、交通網の整備なども相まって、周辺地域からの買い物客の流入も拡大し、天神流通戦争は、他の商圏に大きく影響し。例えば佐賀県唐津市など近県の中規模都市の商業の落ち込みの一因となった。
しかし、バブル崩壊後の経済情勢の中での出店などの動きの中で、岩田屋はZサイドへの過剰投資と、経営政策上の失策が重なって経営危機に陥り、1999年には自社所有であった本館と新館を売却する事態となり、2000年には新館を閉店した。その後は、伊勢丹の支援を受けて経営再建に入り、2005年に連結子会社となる。
それ以前の第1次、第2次天神流通戦争が、経済の安定成長期なりバブル期を背景に消費支出の増大傾向がある中で展開されていた「シェア争い」だったのに対し、第3次は「急激な景気後退局面下での消耗戦」であった。
なお、この頃には博多区住吉に キャナルシティ博多がオープンしている（1996年）。

## 第4次流通戦争（2004年～2007年）
2004年、伊勢丹の支援を受けた岩田屋は、売却した本館を閉店し、Zサイドを改装して新本舘とし、隣接するNHK跡地に新設した新館とともに、新たな本店として3月2日に開店した。これに合わせて、福岡三越も博多大丸も店舗の改装などを行なって対抗した。また、同時期には国道202号の南側でも、BiVi福岡が開業した。この動きは、「第4次流通戦争」とも、「第3次天神流通戦争「第2幕」」とも称された。
このあおりを受ける形で、2007年には、井筒屋博多店が閉店となった。
また、この頃には マツヤレディスが閉店、北天神にミーナ天神、天神南に天神ロフトがオープンしている（2007年）。

## 第5次流通戦争（2010年～2012年）
2010年、かつての岩田屋本館跡に福岡パルコが進出した。一方で、翌2011年にJR博多駅の改装によってアミュプラザ博多・東急ハンズ・博多阪急を擁したJR博多シティが開業したことにより、博多地区が福岡市の新たな商業中心地となり、さらにキャナルシティ博多イーストビルが開業したことも相まって、天神vs博多の流通戦争が勃発した。こうした事態を「第5次流通戦争」と称することがある。
JR博多シティの開業によって、天神地区の百貨店やファッションビルは大きな打撃を受け、前年同月比10%以上の業績悪化を続けた。特に、2010年の開店初年度に好調だったパルコは、テナントが多数共通することも響き、2011年4月には、前年同月比34.1％減と激減、以降も20％前後の落ち込みを続けたとされる。
2012年の初売り商戦では、天神地区の岩田屋・三越・大丸の3百貨店の共同企画として「天神御三家袋」という福袋が登場したが、これもJR博多シティへの対抗を意識した企画であった。
なお、ダイエーショッパーズ福岡店に隣接したショッパーズ福岡専門店街は、2011年に閉店したが、その跡には、2012年6月28日にノース天神が開店した。

## 第6次流通戦争（2014年～2016年）
天神地区の北側では、岩田屋が売却したかつての新館の跡地には、隣接する福岡パルコが新館を建設し、2014年11月13日に開業した。
2013年、丸井が博多郵便局跡地に出店することが発表され、天神vs博多の流通戦争が激化することが予想された。
これを受けて2015年には、3月に福岡パルコが本館を増床し、4月25日にはソラリアプラザが2年間の改装を経て再開店したほか、この前後には周辺各百貨店、ファッションビルの改装が盛んに行なわれ、博多地区の再開発に備えた。
2016年、博多駅の横にKITTE博多・博多マルイが開業。福岡大学都市空間情報行動研究所は、本施設の開業によって週末に博多駅周辺を訪れる人が年間で1日平均約1万人増えるとする予測をまとめた。一方、天神地区では1日平均約4千人減少するとの予測を立てた。
一部の報道では、これらの競争が「第6次流通戦争」につながっていると報じている。